# Lila kígyócsillag
A lila kígyócsillag (Ophidiaster ophidianus) a tengericsillagok (Asteroidea) osztályának Valvatida rendjébe, ezen belül az Ophidiasteridae családjába tartozó faj.

## Előfordulása
A lila kígyócsillag a Földközi-tenger melegebb vizeiben és az Atlanti-óceán környező területén, Portugáliától Szent Ilona szigetéig fordul elő a parti sávban, sziklákon és kemény talajokon 30 méter mélységig. Az Adriai-tengerben hiányzik.

## Megjelenése
A lila kígyócsillag a változatos tengericsillaghoz (Coscinasterias tenuispina) hasonló, de nagyobb annál, átmérője eléri a 35 centimétert. Színe lilás- vagy narancsvörös, sötétebb foltokkal rajzos. Hosszú, hengeres karjai kis testkorongon ülnek. A korong és a karok szegélyein egy felső és egy alsó szegélylemezsor van. Ambulakrális lábacskái tapadókorongokat viselnek, sorba rendezett, rövid védőtüskékkel.

## Életmódja
A lila kígyócsillagok a tengerfenék felszínét filmszerűen borító parányi szervezetekkel táplálkoznak, amelyeket ambulakrális lábacskáikkal szednek fel.

## Szaporodása
Az állatok a petéket és a hímcsírasejteket a vízbe bocsátják. Megtermékenyülés után a petékből úszólárvák fejlődnek, amelyek bizonyos ideig tartó lebegő életmód után kígyócsillagokká alakulnak.